# Oświata w Związku Radzieckim
Oświata w Związku Radzieckim była wysoce scentralizowana i zależna od rządu. Jej cechami były powszechny dostęp do szkół dla wszystkich i pewność zatrudnienia bezpośrednio po zakończeniu nauki (realizacja obowiązku pracy). System oświaty został zreformowany według zasad wychowania przez pracę, podporządkowania jednostki państwu, połączenia edukacji ze szkoleniem wojskowym. Stawiano na kształcenie specjalistyczne w dziedzinie inżynierii oraz propagowano wyższość dziedzin matematyczno-przyrodniczo-społecznych nad humanistycznymi.

## Historia
W imperialnej Rosji według spisu powszechnego z 1897 roku tylko 28,4% ludzi umiało czytać i pisać. Podczas VIII Zjazdu Rosyjskiej Komunistycznej Partii (bolszewików) w 1919 roku utworzenie socjalistycznego systemu kształcenia i zniesienie analfabetyzmu zostało uznane za podstawowe zadanie rządu Rosyjskiej Federacyjnej Socjalistycznej Republiki Radzieckiej.
Zgodnie z postanowieniami Zjazdu, Rada Komisarzy Ludowych wydała 26 grudnia 1919 roku dekret, który zakładał nową politykę – likbiez (likwidację analfabetyzmu, od ros: likwidacyja biezgramotnosti)

### Likbiez
Likbiez (ros: ликбез, „likwidacyja biezgramotnosti”, ликвидация безграмотности) była to kampania likwidacji analfabetyzmu w Rosji w latach 20. i 30. XX wieku (praktycznie do 1939 roku). Mianem likbiez określano także szkoły i kursy ustanowione w trakcie kampanii.
Został wprowadzony dekretem Rady Komisarzy Ludowych z dnia 26 grudnia 1919 roku o likwidacji analfabetyzmu wśród obywateli RFSRR. Według niego wszyscy ludzie w wieku od 8 do 50 lat powinni umieć czytać i pisać w języku ojczystym (opcjonalnie w języku rosyjskim). W celu likwidacji analfabetyzmu powołano w 1920 roku Ogólnorosyjską Nadzwyczajną Komisję do spraw Likwidacji Analfabetyzmu (Всероссийская чрезвычайная комиссия по ликвидации безграмотности), która zarządzała całą kampanią.
Nowa polityka edukacyjna zakładała powszechne, obowiązkowe i bezpłatne szkolnictwo dla dzieci (choć obowiązek wprowadzono dopiero na przełomie lat 40. i 50. XX wieku). Dodatkowo miliony ludzi w małych miastach i na wsi zostały włączone do specjalnych szkół z zakresu umiejętności pisania i czytania. W czasie kampanii powstało 40 000 tego rodzaju szkół (likpunktów, ликпункты), które były centrami kształcenia i likwidacji analfabetyzmu. Ważną rolę odegrał Komsomoł, szczególnie na wioskach, oraz pionierzy.
Według propagandy komunistycznej, cele kampanii zostały osiągnięte. Szacuje się że w 1917 roku 40% ludzi w RFSRR umiało czytać i pisać, w 1926 było to już 60,9%, a według Spisu Powszechnego z 1939 roku osób w wieku 9–49 lat umiejących pisać i czytać było 89,7%. Uważa się, że w latach 50. Związek Radziecki był wolny od analfabetyzmu.

### Kolejne lata

#### Stalinizacja
Ważną rolę do lat 30. XX wieku odgrywała nowa polityka – korienizacja. Oznaczała ona rozwój oświaty narodowej, która nie była oświatą rosyjską. Uznawano, że rusyfikacja to element dawnych carskich czasów, nowa władza starała się więc rozwijać oświatę w językach poszczególnych narodowości zamieszkujących ZSRR, a język rosyjski traktowano jako służący do posługiwania się między danymi nacjami. Oznaczało to ogromny rozwój szkół narodowych, w których nawet nie wykładano języka rosyjskiego, a starano się rozwijać narodowe tradycje poszczególnych narodowości. Szkoły te od lat 30. XX wieku podlegały coraz silniejszym akcjom rusyfikacji. Od lat 30. wprowadzano cyrylicę do języków narodowych, a w 1938 roku wprowadzono obowiązek posługiwania się językiem rosyjskim, także dla nierosyjskich szkół, oprócz lekcji w języku narodowym.
Po objęciu przez Stalina władzy i jej umocnieniu w ZSRR, oprócz rusyfikacji nasilały się akcje stalinizacji w oświacie. W tym okresie wprowadzono łacinę do szkół i ich odpłatność na poziomie średnim i wyższym, zniesiono stypendia, ale także określano oficjalne doktryny dla nauk, jak na przykład dla genetyki (łysenkizm), nie przewidziano specjalnych szkół lub obniżonych wymagań dla niektórych uczniów, co powodowało że odsetek niezdających z klasy do klasy wynosił 8–10% w szkołach podstawowych.

#### Destalinizacja: lata 50.-60.
W okresie destalinizacji uwolniono naukę od doktryn, przywrócono bezpłatne szkolnictwo oraz także utworzono klasy specjalne, co zmniejszyło niezdawalność z klasy do klasy do 2% wszystkich dzieci w szkołach podstawowych.
Ważny w tym okresie był wybór przez rodziców języków nauczania ich dzieci (często występowała dwujęzyczność wśród rodziców, jednak oznaczało to praktycznie likwidację szkół narodowych), choć początkowo wyboru nie było zbyt dużego, np. w RFSRR od 1958 do 1959 r. można było wybrać tylko rosyjski, baszkirski i tatarski. Co prawda prowadzono naukę w większej liczbie języków narodowych, lecz nie obejmowała ona pełnych dziesięciu lat nauki. Ogólnie rzecz biorąc, duża liczba dzieci rezygnowała z nauki języka ojczystego w kolejnych okresach edukacji, w RFSRR roku szkolnym 1962-1963 tylko 27% dzieci w klasach od I-IV uczyło się wyłącznie w języku rosyjskim, a w klasach IX-X było to już 66%.
Jednocześnie propagowano zanikanie różnic narodowościowych i utworzenie nowego społeczeństwa. Nowe założenia narodowościowe przyjęto na Zjeździe KPZR w 1961 roku, nowy program partii zakładał rozwój wszystkich kultur i integrowanie się ich (zbliżenie – сближение), co miało w efekcie doprowadzić do ich połączenia (слияние) i utworzenia nowej kultury.

#### Lata 60.-80.
Era Breżniewa to kolejny etap w historii radzieckiej oświaty. Dla dzieci niepełnosprawnych fizycznie lub psychicznie tworzono osobne szkoły specjalne, zmniejszono liczbę języków narodowych, w których można było się uczyć. Zmieniono oficjalny kurs polityki narodowościowej, połączenie się kultur zastąpiono ich zjednoczeniem (единство), co w praktyce oznaczało zwiększenie rusyfikacji i tworzenie tzw. narodu radzieckiego (Советский народ).

## Struktura oświaty
Struktura szkolnictwa w ZSRR była jednolita. Ważne miejsce w hierarchii zajmowały szkoły partyjne, wojskowe i milicyjne, które jednak były podporządkowane pod jednolitą strukturę szkolnictwa (tworzyły szkoły wyższe). W skład całego systemu wchodziły także różnego typu placówki wychowania pozaszkolnego, zakłady wychowawcze dla młodzieży i inne instytucje oświatowe.

### Edukacja elementarna
Odpowiednikiem szkoły podstawowej była szkoła ogólnokształcąca, w latach siedemdziesiątych wydłużona do dziesięciu lat (a jedenastu w państwach nadbałtyckich). Po ukończeniu klasy VIII każdy uczeń miał prawo uczyć się zawodu w szkole zawodowo-technicznej, specjalistycznej lub kontynuować naukę w szkole ogólnokształcącej.
Od powstania Rosji Radzieckiej programy nauczania były w coraz większym stopniu patriotyczne, a w mniejszym internacjonalistyczne. Koncepcja jednostki i państwa stawiała to drugie na piedestale. Jednocześnie duży nacisk, od powstania radzieckiej oświaty, stawiano na wychowanie przez pracę, które stało się sloganem radzieckiego systemu.

### Szkolnictwo średnie
Choć teoretycznie szkoła ogólnokształcąca była odpowiednikiem szkoły podstawowej, to jej pełne ukończenie dawało wykształcenie średnie. Oznaczało to w praktyce, że obowiązek szkolny obowiązywał wszystkich do zdobycia co najmniej wykształcenia średniego (dokładnie obowiązek taki wprowadzono w 1958 roku) i opcjonalnie dla już wykształconych dorosłych, którzy mieli tylko wykształcenie podstawowe (możliwość uczestnictwa w szkołach wieczorowych). Od 1981 roku wykształcenie średnie stało się obowiązkowe dla wszystkich.
Szkoły specjalistyczne są odpowiednikiem polskich techników. Uczęszczać do nich mogli uczniowie już po zakończeniu VIII klasy szkoły podstawowej. Szkoły te były podzielone na:
- technika (ekonomiczne, budowlane, rolne itp.), szkoły te uczyły konkretnych zawodów,
- szkoły (medyczne, pedagogiczne, muzyczne, teatralne itp.), które uczyły konkretnych specjalności.

Nauka w szkołach specjalistycznych trwała od 3–4 lat lub od 2–3 lat dla absolwentów, którzy ukończyli X klasę szkoły ogólnokształcącej. W szkołach tych oprócz wiedzy ogólnej absolwenci nabywali wiedzę szczegółową dotyczącą danego zawodu. W ramach szkoły odbywały się praktyki zawodowe, a podczas ostatniego roku nauki zdawano państwowy egzamin zawodowy (na zakończenie nauczania) i wykonywano pracę dyplomową.
Jedną z kategorii szkół, gdzie także nabywano wykształcenie średnie, były szkoły zawodowo-techniczne (PTU, od rosyjskiego: ПТУ, профессиона́льно-техни́ческое учи́лище). Polskim odpowiednikiem jest zasadnicza szkoła zawodowa. PTU to szkoły kształcenia zawodowego, po ich zakończeniu otrzymywano tytuł robotnika wykwalifikowanego. Do nich mógł zapisać się każdy, kto ukończył minimum 8 klas, uczyły one zawodu w ciągu 1–4 lat (w zależności od zawodu), można też było po ukończeniu szkoły ogólnokształcącej uczyć się w nich 1-1,5 roku. PTU uczyły zawodu, jak również zapewniały w latach 70. wykształcenie średnie. Po ukończeniu PTU można kontynuować naukę idąc na studia (bezpośrednio po PTU).
Liczba i specjalizacja szkół zawodowo-technicznych była uzależniona od potrzeb gospodarki narodowej. Nauczanie zawodu nie różniło się w zasadzie niczym od polskiego systemu kształcenia zawodowego w ZSZ.

### Szkolnictwo wyższe
Studia wyższe trwały 4–6 lat, w czasie ich trwania studenci odbywali miesięczną praktykę produkcyjną, a na ostatnim roku pisali egzamin państwowy i bronili pracę dyplomową. Oprócz dziennego typu kształcenia 40% studentów w latach 70. było zapisanych na studia wieczorowe lub zaoczne, które były prowadzone przez ok. 20 samodzielnych uczelni (tzw. koncepcja szkolnictwa dla pracujących). Także w latach 70. odchodzono od kształcenia bardzo specjalistycznego, a stawiano na tzw. szeroki profil (humaniści mieli rozszerzony program nauczania przedmiotów ścisłych i przyrodniczych i na odwrót). Także próbowano łączyć okres nauczania z procesem produkcyjnym, studenci uczyli się teorii na uczelniach, przechodzili do instytutów naukowych, a w końcu uczyli się praktyki zawodu w zakładach pracy.

## Ideologizacja i upolitycznienie oświaty
Ważną cechą oświaty w ZSRR była propaganda komunistyczna na wszystkich szczeblach szkolnictwa. Zaraz po rewolucji październikowej podstawowym zadaniem oświaty stało się wychowanie dorastającego pokolenia zgodnie z panującej ideologią komunistyczną, co było traktowane jako główny cel moralny systemu edukacji od przedszkola do uczelni wyższych. Z czasem ideologizacja oświaty tylko się zwiększała. W stalinowskim Związku Sowieckim oświata była jednym z najważniejszych narzędzi indoktrynacji obywateli wszystkich narodowości. 14 listopada 1938 roku w związku z wydaniem Krótkiego kursu historii WKP(b) Komitet Centralny Partii bolszewików postanowił wzmocnić propagandę partyjną wśród ludności i zorganizować specjalne kursy wyszkolenia pracowników agitacyjnych. Po śmierci Stalina do Krótkiego kursu historii WKP(b) wniesiono poprawki i nowy przedmiot nauczania uniwersyteckiego otrzymał nazwę „Krótki kurs historii KPZR”. W 1957 założono odpowiednie czasopismo Woprosy Istorii KPSS, a w 1960 roku ukazała się praca „Historia KPZR” (ros. История КПСС) pod redakcją Borisa Ponomariowa. Na początku lat 60. XX wieku wprowadzono do starszych klas szkół średnich przedmiot społecznoznawstwo „jako instrument w budowie światopoglądu uczniów i wyjaśnieniu im rzeczywistości w ramach filozofii marksistowsko-leninowskiej. Jednocześnie powstała dyscyplina „naukowy komunizm” jako obowiązkowy przedmiot nauczania na radzieckich uczelniach wyższych. Na wszystkich uczelniach wyższych, które nie miały specjalizacji w dziedzinie nauk społecznych czy szkoleniu profesjonalnych działaczy partyjnych (tj. uczelnie o profilu technicznym, chemicznym, biologicznym, wojskowym itp.), obowiązywał jednolity program nauczania marksizmu-leninizmu w krótkiej formie, którą prowadzono w następujący sposób:
1. Historia KPZR (I rok studiów),
2. materializm dialektyczny i materializm historyczny (II rok studiów),
3. marksistowska ekonomia polityczna (III rok studiów),
4. naukowy komunizm (IV rok studiów).

## Inne informacje
- System oceniania w Związku Radzieckim różnił się od polskiego tym, że można było zdobyć 12 ocen, a nie, jak w Polsce, tylko sześć.
- W Związku Radzieckim istniał rozwinięty system stypendiów i zasiłków, najlepsi studenci otrzymywali też premię za wyniki w wysokości 25% stypendium zwykłego. Także zakłady pracy fundowały stypendia, około 77% studentów w roku 1980 było objętych różnymi rodzajami pomocy finansowej.